# Dan Mazer

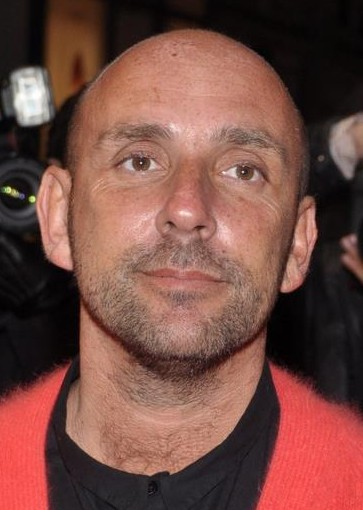
Dan Mazer 2013

Dan Mazer (* 1971 in London) ist ein britischer Komiker, Drehbuchautor, Fernseh- und Filmproduzent.

## Leben
Mazer studierte Jura an der Universität Cambridge und schloss sein Studium 1994 erfolgreich ab. Während seines Studiums war er aktives Mitglied der Cambridge Footlights, deren Vizepräsident er von 1993 bis 1994 war. Dort lernte er Sacha Baron Cohen kennen, den er als langjähriger Autor und Produzent begleitet. Gemeinsam entwickelten sie die Charaktere Ali G und Borat.
Seit 1994 hat Mazer verschiedene Produktionen für Channel 4, Talkback Productions, HBO, 20th Century Fox und Comedy Central übernommen.
Im Jahr 2005 heiratete Mazer in Marokko die englische Schauspielerin Daisy Donovan, mit der er zwei Töchter hat. Er lebt in London.

## Filmografie (Auswahl)
Als Drehbuchautor
- 2000–2004: Da Ali G Show (Fernsehserie, 16 Episoden)
- 2002: Ali G in da House
- 2006: Borat
- 2009: Brüno
- 2013: Das hält kein Jahr…! (I Give It a Year)
- 2016: Dirty Grandpa
- 2016: Bridget Jones’ Baby (Bridget Jones’s Baby)
- 2016: Office Christmas Party
- 2018: Who Is America? (Fernsehserie, 7 Episoden)
- 2020: Borat Anschluss Moviefilm (Borat Subsequent Moviefilm)
- 2025: Bridget Jones – Verrückt nach ihm (Bridget Jones: Mad About the Boy)

Als Produzent
- 1998: Fantasy Football World Cup
- 1999: The Eleven O’Clock Show
- 2001: Ali G: Bling Bling
- 2002: Ali G in da House
- 2003: Spyz (Kurzfilm)
- 2009: Brüno

Als Regisseur
- 2003: Da Ali G Show (Fernsehserie, 6 Episoden)
- 2006: Dog Bites Man (Fernsehserie, 5 Episoden)
- 2013: Das hält kein Jahr…! (I Give It a Year)
- 2016: Dirty Grandpa
- 2018: Who Is America? (Fernsehserie, 6 Episoden)
- 2021: Nicht schon wieder allein zu Haus (Home Sweet Home Alone)

## Auszeichnungen
- 1999: Silberne Rose von Montreux (The Eleven O’Clock Show, Da Best of Ali G)
- 1999: British Comedy Awards (Best New Comedy: The Eleven O’Clock Show, Da Best of Ali G)
- 2000: Broadcast Awards (Best Comedy Show: Da Ali G Show)
- 2000: RTS Award (Best Comedy Show: Da Ali G Show)
- 2001: BAFTA (Best Comedy Performance: Da Ali G Show)
- 2001: BAFTA (Best Comedy Show: Da Ali G Show)
- 2001: Bronzene Rose von Montreux (Da Ali G Show)
- 2007: Nominierung für das Beste adaptierte Drehbuch für Borat (Anthony Hines, Peter Baynham, Todd Phillips und Sacha Baron Cohen)